# الکس ایباکچه
الکس ایباکچه (انگلیسی: Alex Ibacache؛ زادهٔ ۱۱ ژانویهٔ ۱۹۹۹) بازیکن فوتبال اهل شیلی است.
از باشگاه‌هایی که در آن بازی کرده‌است می‌توان به باشگاه فوتبال اورتون وینیا دل مار اشاره کرد.
وی همچنین در تیم‌های ملی فوتبال زیر ۲۰ سال، المپیک و بزرگسالان شیلی بازی کرده‌است.